# Angus McKeen
Angus John William McKeen (Drogheda, 13 febbraio 1969) è un ex rugbista a 15 irlandese, pilone del Lansdowne, della provincia di Leinster e rappresentante l'Irlanda alla Coppa del Mondo di rugby 1999.

## Biografia
Proveniente da una famiglia seguace della Chiesa d'Irlanda, McKeen studiò al King's Hospital di Dublino, istituzione anglicana nell'isola.
Entrato nel club dublinese del Lansdowne, con esso trascorse tutta la carriera, disputandovi 130 partite di campionato.
Rappresentò anche nel campionato interprovinciale irlandese la provincia di Leinster.
A livello internazionale fece parte delle selezioni giovanili fin dalle scuole, ma in Nazionale maggiore disputò un solo incontro, durante la fase a gironi della Coppa del Mondo di rugby 1999 — in cui fu convocato pur senza presenze — contro la Romania.
Nel 2000 si ritirò dalle competizioni.